# 敕来泥
敕来泥（?—?），吐谷浑王族，吐谷浑第六任首领视罴的孙子，第九任首领阿豺的侄子。封西强公。
417年，吐谷浑第八任首领树洛干死後，弟弟阿豺自称骠骑将军。当时，谯纵乱蜀，阿豺派西强公吐谷浑敕来泥开拓国土到龙涸、平康。宋少帝景平年间，阿豺遣使到刘宋上表进贡，献方物。